# Dia Internacional dels Boscos

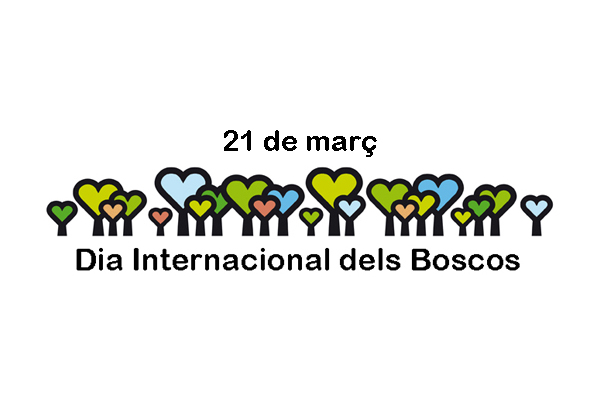
Logo del Dia Internacional dels Boscos (FAO)

El Dia Internacional dels Boscos o Dia Forestal Mundial se celebra cada 21 de març. L'Organització de les Nacions Unides per a l'Alimentació i l'Agricultura (FAO) commemora aquest dia des de l'any 1971 amb l'objectiu de conscienciar la població sobre la importància dels ecosistemes boscosos i els arbres, la pèrdua de massa forestal del nostre planeta i de la necessitat de preservar els boscos com a pulmons per a la humanitat. Per tant, és una diada que convida a la reflexió i arreu del món es duen a terme diferents activitats tant educatives com informatives sobre els valors i la importància dels boscos.

## Història
El Dia Forestal Mundial va ser inicialment una recomanació del Congrés Forestal Mundial que es va celebrar a Roma l'any 1969. Aquesta recomanació va ser acceptada per l'Organització de Nacions Unides per a l'Agricultura i l'Alimentació (FAO) l'any 1971. El dia triat va ser el 21 de març, ja que coincideix amb l'entrada de la primavera en l'hemisferi nord i amb la de la tardor a l'hemisferi sud.
L'Assemblea General de les Nacions Unides del 21 de desembre de 2012 va decidir proclamar el 21 de març de cada any com el Dia Internacional dels Boscos per tal de dur a terme, a tots els països membres de l'organització, activitats de commemoració i conscienciació de la importància tan fonamental que tenen els boscos per a la vida i per al manteniment de totes les activitats humanes. L'Assembleava posar en relleu que no existia una data mundialment consensuada per a aquesta celebració per la multiplicitat de dies regionals, nacionals i subnacionals existents, i d'esdeveniments internacionals a tot el món que celebraven el dia de boscos i els arbres, depenen de les condicions naturals i tradicions de cada territori.
L'any 2013, per primera vegada, es va celebrar el Dia Internacional dels Boscos.

## Temes anuals
- 2013: Planta un arbre, planta el nostre futur
- 2014: Els boscos són el nostre futur
- 2015: Els boscos i el canvi climàtic
- 2016: Els boscos i l'aigua
- 2017: Els boscos i l'energia
- 2018: Boscos i ciutats sostenibles
- 2019: Boscos i educació. Aprèn a estimar el bosc